# Pszichozsaru
A Pszichozsaru, további magyar címein Miss Pszichozsaru vagy simán Profiler (eredeti cím: Profiler) 1996 és 2000 között futott amerikai televíziós sorozat. A műsor alkotója Cynthia Saunders, a történet pedig egy az FBI-nak dolgozó profilozóról szól. A főbb szereplők közt megtalálható Ally Walker, Robert Davi, Julian McMahon, Roma Maffia és Michael Whaley.
A sorozatot az Amerikai Egyesült Államokban az NBC adta 1996. szeptember 21. és 2000. július 1. között. Magyarországon a TV3 mutatta be 1999. június 29-én, később a TV2 is műsorra tűzte. 2008. október 14-én DVD-n is megjelent a Budapest Film forgalmazásában.

## Cselekmény
Dr. Samantha Walters egy törvényszéki pszichológus, aki bűnügyi profilkészítőként dolgozik az FBI kitalált, erőszakos bűncselekményekkel foglalkozó egységénél Atlantában. Sam különleges készségek tulajdonában van, képes más szemével látni a világot, többek közt a gyilkosokéval és az áldozatokéval is. Sam képességeivel a részenkéti esetek mellett próbál elkapni egy sorozatgyilkost, aki évekkel ezelőtt végzett a férjével.

## Szereplők
| Szereplő                  | Színész                        | Magyar hang                |
| ------------------------- | ------------------------------ | -------------------------- |
| Dr. Samantha "Sam" Waters | Ally Walker                    | Simon Mari                 |
| Bailey Malone ügynök      | Robert Davi                    | Helyey László Orosz István |
| John Grant                | Julian McMahon                 | Megyeri János              |
| Grace Alvarez             | Roma Maffia                    | Kocsis Mariann             |
| George Fraley             | Peter Frechette                | Hajtó Aurél Zágoni Zsolt   |
| Nick "Coop" Cooper ügynök | A Martinez                     | Sörös Sándor               |
| Angel Brown               | Erica Gimpel                   | Haumann Petra              |
| Chloe Waters              | Caitlin Wachs Evan Rachel Wood | Szabó Luca Mánya Zsófia    |
| Nathan Brubaker           | Michael Whaley                 | Kamarás Iván               |
| Marcus Payton             | Shiek Mahmud-Bey               | Barabás Kiss Zoltán        |
| Frances Malone            | Heather McComb                 | Árkosi Kati                |
| Sharon Lesher             | Traci Lords                    | Oláh Orsolya               |

## Epizódok
| Évad | Évad | Epizódok | Eredeti sugárzás     | Eredeti sugárzás | Eredeti adó |
| Évad | Évad | Epizódok | Évadpremier          | Évadfinálé       | Eredeti adó |
| ---- | ---- | -------- | -------------------- | ---------------- | ----------- |
|      | 1    | 22       | 1996. szeptember 21. | 1997. május 10.  | NBC         |
|      | 2    | 20       | 1997. november 1.    | 1998. május 9.   | NBC         |
|      | 3    | 21       | 1998. október 17.    | 1999. június 5.  | NBC         |
|      | 4    | 20       | 1999. szeptember 25. | 2000. július 1.  | NBC         |